# TIMED
TIMED는 지구 관측 위성으로, 지구의 동역학, 중간권, 대기권 분포, 전리층 연구 등을 위해 발사된 지구 관측 위성이다. 반덴버그 공군기지에서 2001년 12월 발사되었으며, 델타 II를 사용해 발사했다. 특이사항으로 임무가 계속 연장되어 지금까지도 하고 있고, 15년이라는 긴 시간 동안 가장 큰 업적은 정확한 태양 주기를 만든 것이다.

## 역사와 제작 배경
TIMED가 만들어지기 몇 개월 전, NASA는 솔라 테라설 프로그램을 만들었다. 이후 NASA는 이 프로그램에 소속시켜 발사시킬 탐사선을 정하기 위해 연구원들이 아이디어를 제출하였다. 최종적으로 TIMED가 선정되었으며, 존스 홉킨스 대학교와 함께 제작하기로 서로 계약을 맺었다. 이후 존스 홉킨스 대학교가 디자인을 하고, NASA와 함께 제작해 발사했다.

## 과학장비
C&DH:데이터 처리 장치 겸 데이터 저장 장치다. 3개의 칩으로 구성되어 있으며, 각각 저장, 데이터 정리 등 역할이 다르다.
GULV:지구의 대기, 우주의 사진 등을 찍는 것이 목적이다. 존스 홉킨스 대학교가 제작했으며, 적외선을 촬영하는 것이 목적이다.
SEE:스펙트럼을 관측하는 기기다.
RF 커뮤니케이션:통신기로, 두 개의 칩을 이용해 지구와 통신하는 것이 목적이다.
G&C:하드웨어로, 두 개의 별 추적기와 위치 조정, 자세 조정 등의 기능이 같이 들어있다.
GNS:제어기로, 컴퓨터로 탐사선의 자전 속도, 자세 등을 검사하고 명령을 내리는 컴퓨터이다.
SABER:대기 열 방출과 적외선을 관측하기 위해 탑재된 장비이다. 햄프턴 대학교에서 제작되었다.

## 발사
2001년 12월 7일, 반덴버그 공군기지에서 델타 II로 발사되었다.

## 지원, 개발, 투자
- NASA
- JPL
- GSFC
- KSC
- 존스 홉킨스 대학교
- 유타 대학교
- 햄프턴 대학교